# スプリングフィールドM1861
スプリングフィールドM1861は、南北戦争中にアメリカ陸軍（北軍）及び海兵隊が使用したミニエー形式のライフル・マスケットである。製造場所であるマサチューセッツ州スプリングフィールドにちなんで、「スプリングフィールド」と一般に呼ばれている。南北戦争中に、北軍で最も多く使用された小銃であり、その射程、正確さ、および信頼性から好まれた。

## 概要
以前のモデルであるM1855との特筆すべき差は、M1861では通常のパーカッションロック式（雷管式）に機構を戻し、メイナード・テープ式雷管(Maynard tape primer)の使用を取りやめたことである(自動巻き取り型のテーププライマーは悪天候時の信頼性に欠け、製造に時間・コストがかかった)。さらにM1855と異なり、M1861では2バンド型(銃身と銃床を2個のバンドで固定する)は採用されなかった。
M1861は、持ち上げ式のリーフ式照門を採用した。2つのリーフがあり、片方は300ヤードに、もう片方は500ヤードに調整されており、両方を下げた場合は100ヤードに調整された。南軍が用いたイギリス製の1857年型エンフィールド銃は、ラダー式照門を使用しており、100ヤードから400ヤードまで、100ヤード刻みに調整でき、さらに照門を持ち上げると500ヤード以上に調整できた。エンフィールドの方が細かく照準を合わせることができるが、スプリングフィールドの単純な照門はより丈夫で、また製造コストも安かった。エンフィールドの照門は900ヤード（後のモデルではそれ以上）まで設定されており、500ヤードまでしかないスプリングフィールドより長かったが、実際の戦場では600ヤード以上離れた目標に命中させることは、どちらの銃を用いても運以外のものではなかった。照門の構造は違ったが、その他の点では2つの銃は類似しており、有効射程も似たようなものであった。
M1861のコストは、スプリングフィールド造兵廠で製造された場合は$20であった。需要が多かったため、民間の契約20業者も製造を担当した。M1861の製造業者で最も著名なのはコルト社で、いくつかの自社独自のマイナーチェンジモデルも製造し、「コルト・スペシャル」ライフル・マスケットと呼ばれた。変更点としては、銃身固定バンド、新型の撃鉄、新設計のボルスターがある。これらの変更は造兵廠でも採用され、スプリングフィールドM1863に取り入れられた。
M1861は三角型のスパイク型銃剣が装着できた。
訓練された兵ならば、500ヤードの距離である程度狙いをつけても、1分間に3発程度の発射が可能であったが、戦場での射撃距離はしばしばこれより短かった。

## 歴史
南北戦争開始時点では、M1861の供給は十分でなかった（多くの部隊はM1842滑腔マスケットやM1816を雷管式に改造したものを装備していた。どちらも69口径であった）。第一次ブルランの戦いの時点では、M1861はまだ供給されていなかったと思われる。しかしながら、時間の経過に伴い、より多くの連隊がM1861を受け取り、特に東部戦線に優先して供給された。スプリングフィールド造兵廠及び20の契約企業により100万丁以上のM1861が製造された。
M1861は米国で大量生産された最初のライフル・マスケットで（南北戦争前に少数生産されたライフルとしては、M1855、M1841ミシシッピ・ライフル、ハーパース・フェリーM1803がある）、その設計における大きな前進であった。しかし、南北戦争におけるM1861の役割は過大評価されているとする意見もある。熟練した狙撃兵が使用した場合はともかく、徴兵されたばかりで十分な射撃訓練（命中率より発射速度を上げることが優先された）を受けていない兵士が使用した場合には、命中率は高くはなかった。遠距離での正確性の欠如を補うため、南北戦争での銃撃戦は比較的近距離で、一斉射撃戦法で行われることが多かった。また58口径ミニエー弾は虹型の軌跡で飛翔するため、十分な訓練を受けていない兵士が撃った銃弾は、敵兵の頭上へそれた。これは特に戦争初期に発生しており、これを見越して兵士は下方を狙うように指示された。

## 現在
現在でも、南北戦争の愛好者やコレクターの間では、M1861はその正確性、信頼性と歴史的背景のため人気がある。実物は高価なため、Pedersoli、Armi Sport、Euro Arms等が、手頃な価格のレプリカを製造している。

## 参考資料
- Earl J. Coates and Dean S. Thomas, An Introduction to Civil War Small Arms, Thomas Publications (PA); 1 edition (May 1990). ISBN 978-0939631254
- Ian V. Hogg, Weapons of the Civil War, Chartwell Books (July 1995). ISBN 978-0785804307
- Jerold E. Brown, Historical Dictionary of the U.S. Army, Greenwood Pub Group (2000/12/30). ISBN 978-0313293221